# Biedermann (Adelsgeschlecht)

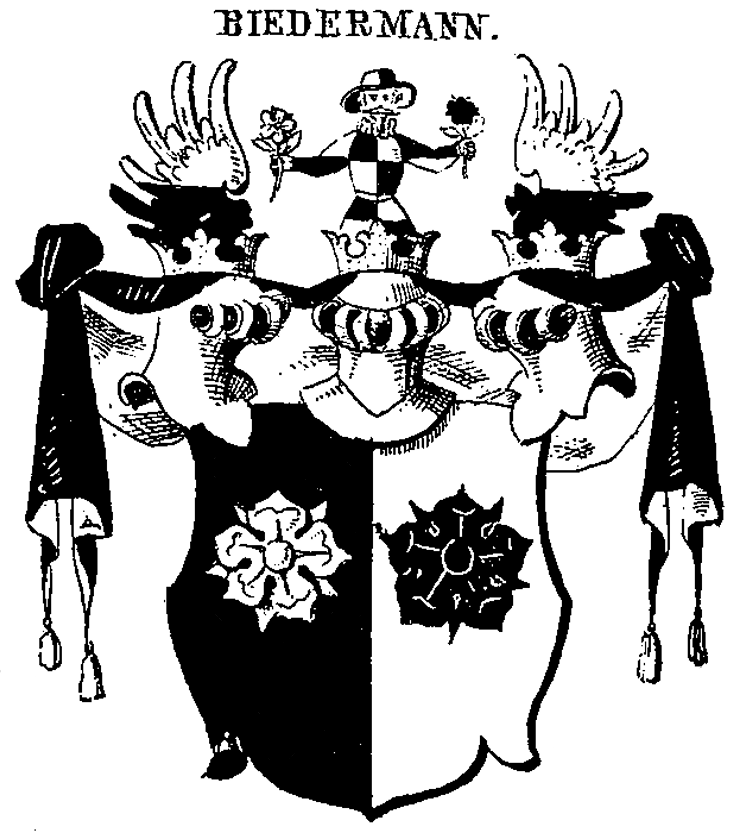
Wappen derer von Biedermann in Siebmachers Wappenbuch

Biedermann ist der Name eines sächsischen Adelsgeschlechts, das mit der Verleihung des Reichsadels gleichzeitig in den Reichsfreiherrenstand erhoben worden ist.

## Geschichte
Das Geschlecht war aus Franken nach Preußen gekommen, wo es in Ostpreußen im Kreis Rastenburg Gudnicken erwarb, und nach Sachsen gekommen.
Das Adelsgeschlecht ging aus einer bürgerlichen Patrizierfamilie aus Chemnitz, welche dort 1432 urkundlich zuerst auftrat, hervor. Die belegte Stammreihe beginnt mit Blasius Bidermann, urkundlich 1538. Die Familie wurde am 23. Juni 1802 zu Preßburg mit dem kursächsischen Geheimen Rat Traugott Andreas Biedermann, Sohn des gleichnamigen kursächsischen Generalinspektors Syndikus in Annaberg, von Kaiser Franz II. in den Reichsadel- und Freiherrenstand erhoben. Die kursächsische Anerkennung dessen erfolgte am 21. August 1802 zu Pillnitz.
Von Traugott Andreas Biedermann stammt neben einer Tochter, Caecilie von Biedermann (* 1790), verheiratet mit einem von Oppen, ein Sohn, Freiherr Gustav Heinrich von Biedermann (1789–1862), Herr auf Nieder-Forchheim, kursächsischer Amtshauptmann, Dechant des Domstifts Wurzen, Kreisvorstand der Stände des Erzgebirges und Mitglied der I. Kammer der Ständeversammlung des Königreichs Sachsen. Dieser vermählte sich 1815 mit Caroline Tost (* 1788). Aus dieser Ehe stammen eine Tochter und drei Söhne:
- Gustav Heinrich von Biedermann (1789–1862), Herr auf Nieder-Forchheim, kursächsischer Amtshauptmann, ⚭ 1815 mit Caroline Tost
  - Woldemar von Biedermann (1817–1903), sächsischer Finanzrat und Eisenbahndirektor, Vorsitzender der königlichen Staatseisenbahn zu Chemnitz, ⚭ 1848 mit Antonie von Trützschler (* 1825) aus dem Hause Falkenstein. Aus der Ehe stammen:
    - Arnold von Biedermann (* 1849)
    - Berthold von Biedermann (1851–1933)
    - Walburg von Biedermann (* 1852)
    - Childebert von Biedermann (* 1853)
    - Dancrat von Biedermann (* 1855)
    - Erhard von Biedermann (* 1856)
    - Flodoard  von Biedermann (1858–1934), Literaturhistoriker, Verleger und Herausgeber

  - Moritz von Biedermann (1818–1899), kursächsischer Generalmajor, ⚭ 1847 mit Adelaide von Seelhorst (* 1822). Aus der Ehe stammen:
    - Edgar von Biedermann (1849–1914), sächsischer Lotterie-Kollektor. Sein Sohn:
      - Erich von Biedermann (1874–1931), Geheimer Legationsrat, Rittmeister und Rittergutsbesitzer, Bauherr des Erweiterungsbaus des Schlosses Thürmsdorf und des Schlossparkes sowie der Malerweg-Kapelle in der Sächsischen Schweiz, ⚭ Helene

    - Christoph von Biedermann

  - Clementine von Biedermann (* 1820)
  - Detlev von Biedermann (1823–1896), Herr auf Nieder-Wellersdorf, ⚭ 1856 mit Clara von Grävenitz (* 1826)
    - Gotthard von Biedermann (1860–1900), preußischer Hauptsteueramtsassistent, ⚭ mit Johanna Dumas de l’Espino (* 1863)
      - Wolf von Biedermann (1890–1964), Generalmajor der Luftwaffe im Zweiten Weltkrieg

## Persönlichkeiten
- Traugott Andreas Freiherr von Biedermann (1743–1814), sächsischer Politiker und Rechtswissenschaftler
- Gustav Heinrich Freiherr von Biedermann (1789–1862), Jurist
- Woldemar Freiherr von Biedermann (1817–1903), Jurist
- Moritz Oskar Freiherr von Biedermann (1818–1899), sächsischer Generalmajor und Rittergutsbesitzer
- Detlev Wilibald Freiherr von Biedermann (1823–1896), Publizist
- Berthold Woldemar Freiherr von Biedermann (1851–1933), Offizier und Schriftsteller
- Flodoard Woldemar Freiherr von Biedermann (1858–1934), Literaturhistoriker
- Erich Ernst Moritz Freiherr von Biedermann (1874–1931), Geheimer Legationsrat und Rittmeister
- Franz Wolf Heinrich Hugo Freiherr von Biedermann (1890–1964), Generalmajor

## Wappen
Blasonierung: Von Schwarz und Silber gespalten mit zwei Rosen in verwechselten Farben. Drei gekrönte Helme: I. und III. ein von Silber und Schwarz geteilter Flügel, II. ein wachsender Mann, die Kleidung von Schwarz und Silber in verwechselten Farben gespalten und geteilt, auf dem Haupt ein schwarz-silbern gespaltener Hut und in jeder Hand eine Rose mit grünem Stiel haltend, die Rose rechts silbern, die andere Schwarz. Die Helmdecken sind schwarz-silbern. Als Schildhalter zwei Frauen (Jünglinge, Engel) in blauen, mit goldenen Sternen bestreuten Gewändern, in der äußeren Hand ein Banner in Farben und Figuren des Schildes haltend.

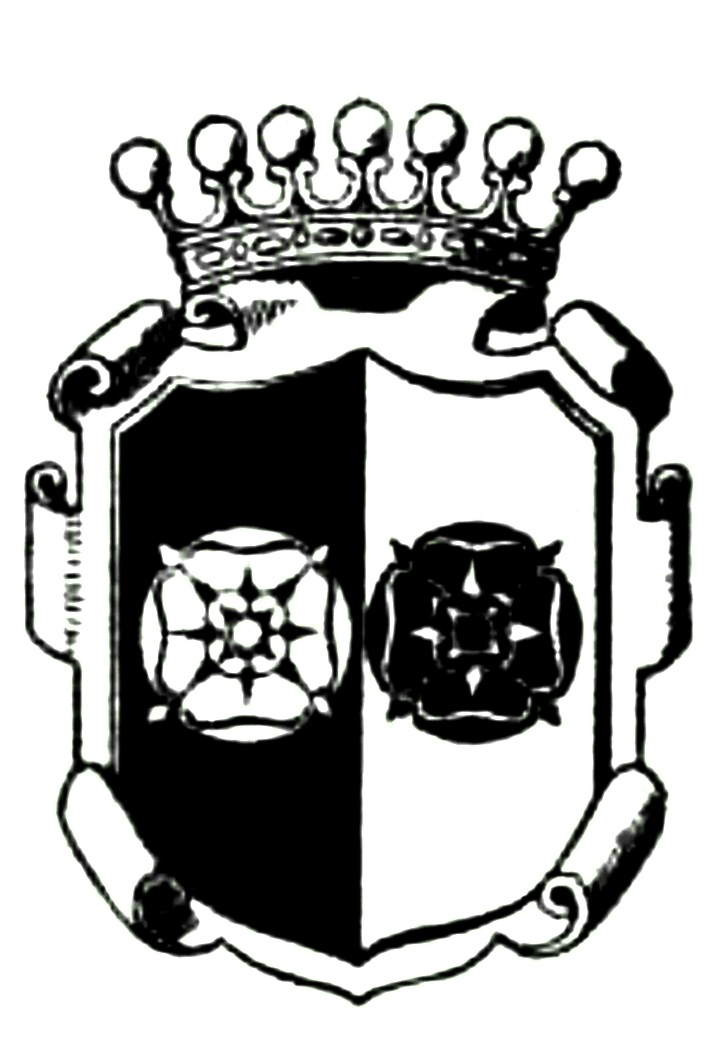
Wappen derer von Biedermann mit Freiherrenkrone
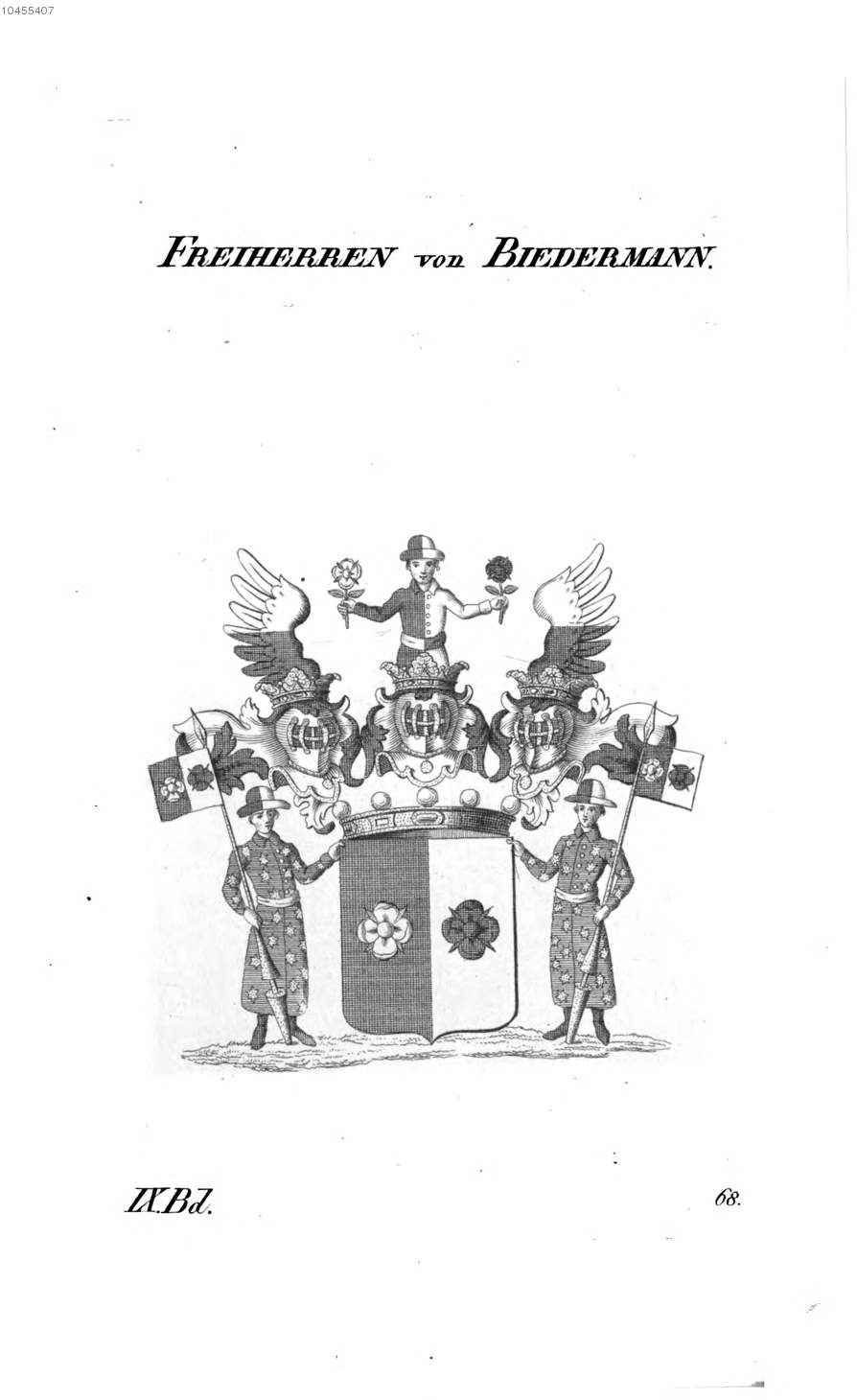
Wappen derer von Biedermann bei Tyroff